# Patrick Moreau
Patrick Moreau (3 de novembro de 1973) é um ex-futebolista profissional francês que atuava como defensor.

## Carreira
Patrick Moreau representou a Seleção Francesa de Futebol nas Olimpíadas de 1996.